# Сомрон
Сомро́н (фр. Sommeron) — коммуна во Франции, находится в регионе Пикардия. Департамент коммуны — Эна. Входит в состав кантона Вервен. Округ коммуны — Вервен.
Код INSEE коммуны — 02725.

## Население
Население коммуны на 2010 год составляло 136 человек.
| 1962 | 1968 | 1975 | 1982 | 1990 | 1999 | 2010 |
| ---- | ---- | ---- | ---- | ---- | ---- | ---- |
| 185  | 181  | 144  | 147  | 123  | 121  | 136  |

## Экономика
В 2010 году среди 82 человек трудоспособного возраста (15—64 лет) 58 были экономически активными, 24 — неактивными (показатель активности — 70,7 %, в 1999 году было 74,0 %). Из 58 активных жителей работали 55 человек (29 мужчин и 26 женщин), безработных было 3 (2 мужчин и 1 женщина). Среди 24 неактивных 8 человек были учениками или студентами, 9 — пенсионерами, 7 были неактивными по другим причинам.